# Taksifolin
Taksifolin oz. dihidrokvercetin je polifenolni antioksidant flavonolnega tipa. Nahaja se v skorji sibirskega macesna (Larix sibirica), sadežu palme akaje (Euterpe oleracea), v silimarinu, ki je izvleček pegastega badlja, v manjših količinah pa ga najdemo tudi v rdeči čebuli. Po raziskavah, ki so bili narejene o antioksidativnih lastnostih, je najmočnejši oksidant. Antioksidativna aktivnost je opisana v spodnji preglednici:
| Spojina | ORAChydro |
| ------- | --------- |
| 32,74   |           |
| 21,94   |           |
| 19,925  |           |
| 15,155  |           |
| 12,1    |           |
| 10,9    |           |
| 2,1     |           |
| 1,3     |           |

Uporabljena je bila metoda "ORAChydro" (angl. watersoluble Oxygen Radical Absorbtion Capacity: sposobnost absorpcije kisikovih radikalov za vodotopne snovi).
Zaradi zelo dobrih antioksidativnih lastnosti se je taksifolin pokazal kot perspektivna spojina za uporabo v medicini, farmaciji ter kozmetiki. Problem se pojavi pri tem, da je ekstrakcija izredno težka in draga ter relativno malo raziskav je narejenih s to spojino.

## Farmakologija
Taksifolin je v primerjavi z kvercetinom netoksičen in nemutagen. Je eden najmočnejših antioksidantov, ki se pojavljajo v naravi. Deluje kot potencialni kemopreventivni agens, tako da uravnava prepisovanje genov preko od ARE odvisnega mehanizma. Raziskave so pokazale, da naj bi taksifolin zavrl rast in razvoj tumorja ovarijskih celic. Inhibicija naj bi bila v močni povezavi z odmerkom taksifolina. Raziskave so tudi pokazale antiproliferativne učinke derivatov taksifolina na tumor na dojki.
V študiji taksifolina na fibroblaste so opazili, da taksifolin stimulira združevanje molekul kolagena v fibrile oz. vlakenca ter poveča njihovo stabilnost .Razlog naj bi bil v tem, da se taksifolin zaradi svoje strukture (hidrofoben obroč in zmožnost tvorbe vodikovih vezi) vrine med strukturo fibrile in jo stabilizira.
Zaradi omenjene lastnosti bi se lahko pripravki iz taksifolina uporabljali za hitrejše celjenje ran, sintezo novih biokompatibilnih snovi in v kozmetiki.

## Protivnetni učinki
Protivnetni učinki naj bi bila posledica delovanja taksifolina na zmanjšanje kapilarne prepustnosti, zmanjšanje aktivnosti mnogih encimskih sistemov, ki povzročajo vnetja in alergije ter zaviranje sproščanja histamina in drugih vnetnih posrednikov iz mastocitov in bazofilcev.

## Protektivni učinki na kapilare
Prva odkrita snov, ki je stabilizirala prepustnost kapilar, je bila imenovana vitamin P. Kasneje se je izkazalo, da to ni vitamin, marveč flavonoid. Flavonoid, zmanjšajo krhkost kapilar in povečajo moč kapilarnih sten, kar je ugodno, saj s tem deluje tudi vazoprotektivno (zaščitno delovanje na ožilje). Poveča odpornost kapilar in žil na travmatske poškodbe zaradi radikalov. S tem se zmanjša tudi verjetnost trombotičnih dogodkov.

## Presnova
Encim taksifolin 8-monooksigenaza upoorablja NADH, NADPH, H+ in O2, da sintetizira 2,3-dihidrogosipetin, NAD+, NADP+ in H2O.
Encim levkocianidin oksigenaza uporabi levkocianidin, 2-oksoglutarat in O2 za sintezo cis-dihidrokvercetina, trans-dihidrokvercetian (taksifolin), sukcinata, CO2 in H2O.